# Ronco Biellese
Ronco Biellese – miejscowość i gmina we Włoszech, w regionie Piemont, w prowincji Biella.
Według danych na styczeń 2009 gminę zamieszkiwało 1518 osób przy gęstości zaludnienia 399,5 os./1 km².